# Саксен-Вейсенфельс
Саксен-Вейсенфельс (нем. Sachsen-Weißenfels) — альбертинское герцогство, существовавшее в 1657—1746 годах на территории современной федеральной земли Саксония-Анхальт.

## История
Курфюрст Саксонии Иоганн Георг I 20 июля 1652 года завещал, чтобы после его смерти трое его младших сыновей получили секундогенитурные владения. После того, как Иоганн-Георг I скончался 8 октября 1656 года, его сыновья заключили 22 апреля 1657 года в Дрездене «дружественный братский пакт», а в 1663 году — дополнительный договор. В этих документах описывались выделяемые каждому из сыновей территории и суверенные права. Так в альбертинской линии Веттинов образовались младшие побочные ветви: Саксен-Вейсенфельс, Саксен-Мерзебург и Саксен-Цайц.
Во исполнение воли отца Август получил амт Вайсенфельс (с Вайсенфельсом и Лангендорфом), амт Фрайбург (с городом Фрайбург), Саксенбург, Зангерхаузен, амт Эккартсберга (с городами Эккартсберга и Бад-Бибра), Вайсензее и Лангензальца. В результате обменов и прочих действий Август сумел расширить и округлить свои территории, добавив к ним имперское владение Кверфурт, а также эксклавы Йютербог, Даме и Бург. Благодаря Кверфурту герцоги Саксен-Вейсенфельские (иногда именуемые Саксен-Кверфуртскими) получили статус имперского сословия и стали членами Верхнесаксонского округа, хотя и без права голоса в рейхстаге. В 1659 году Август также получил графство Барби, которое после его смерти перешло его младшему сыну Генриху, образовавшему младшую линию дома Саксен-Вейсенфельс. В 1687 году Иоганн Адольф I продал Бург маркграфству Бранденбург.
Во время Северной войны герцогство было в 1706—1707 годах оккупировано шведскими войсками.
В 1739 году пресеклась младшая линия герцогов Саксен-Вейсенфельсских (графов Барби), а в 1746 — старшая, и обе части герцогства одна за другой были воссоединены с курфюршеством Саксония

## Герб герцогов Саксен-Вейсенфельских
В разное время герб выглядел по-разному. Его последний вариант имел поля со следующими значениями: 1. Ландграфство Тюрингия. 2. Герцогство Клевское. 3. Маркграфство Мейсен. 4. Герцогство Юлих. 5, 8, 11. Герб саксонских герцогов. 6. Графство Берг. 7. Герцогство Саксен-Лауэнбург. 9. Пфальцграфство Саксония. 10. Маркграфство Оберлаузиц. 12. Маркграфство Нидерлаузиц. 13. Плайсенланд. 14. Графство Орламюнде. 15. Маркграфство Ландсберг. 16. Графство Брена. 17. Бургграфство Альтенбург. 18. Владение Эйзенберг. 19. Графство Равенсберг. 20. Графство Марк. 21. Щит с регалиями. 22. Графство Геннеберг. 23. Графство Барби.

## Правители
- Август (13 августа 1614 — 4 июня 1680), администратор Магдебургского архиепископства 1638—1648, герцог Саксен-Вейсенфельса с 1656, сын курфюрста Саксонии Иоганна Георга I

### Герцоги Саксен-Вейсенфельса и графы Кверфурта (старшая линия герцогов Саксен-Вейсенфельсских)
- Иоганн Адольф I (2 ноября 1649 — 24 мая 1697), герцог Саксен-Вейсенфельса с 1680, сын Августа
- Иоганн Георг (13 июля 1677 — 16 мая 1712), герцог Саксен-Вейсенфельса с 1697, сын Иоганна Адольфа I
- Кристиан (23 февраля 1682 — 18 июня 1736), герцог Саксен-Вейсенфельса с 1712, сын Иоганна Адольфа I
- Иоганн Адольф II (4 сентября 1685 — 16 мая 1746), герцог Саксен-Вейсенфельса с 1736, сын Иоганна Адольфа I

### Герцоги Саксен-Вейсенфельс-Барби (младшая линия герцогов Саксен-Вейсенфельсских)
- Генрих (29 сентября 1657 — 16 февраля 1728), герцог Саксен-Вейсенфельс-Барби с 1680, сын герцога Августа
- Георг Альбрехт (19 апреля 1695 — 12 июня 1739), герцог Саксен-Вейсенфельс-Барби с 1728, сын Генриха